# 福岡県道509号塔ノ瀬十文字小郡線
福岡県道509号塔ノ瀬十文字小郡線（ふくおかけんどう509ごう とうのせじゅうもんじおごおりせん）は、福岡県朝倉郡東峰村から小郡市に至る一般県道である。

## 概要
朝倉郡東峰村大字小石原から小郡市下岩田に至る。一部の区域を除けばほとんどが2車線区間となっており、沿線住民にとって主要な生活道路となっている。

### 路線データ
- 起点：福岡県朝倉郡東峰村小石原（国道500号交点、福岡県道79号朝倉小石原線終点）
- 終点：福岡県小郡市下岩田（下岩田交差点、福岡県道737号吹上北野線交点）

## 路線状況

### 重複区間
- 福岡県道79号朝倉小石原線（朝倉郡東峰村小石原（起点） - 朝倉市佐田）
- 福岡県道80号甘木朝倉田主丸線（朝倉市三奈木）
- 国道322号（三井郡大刀洗町大字本郷・一丁田交差点 - 三井郡大刀洗町大字本郷・西本郷交差点）
- 福岡県道・佐賀県道132号本郷基山停車場線（三井郡大刀洗町大字本郷・西本郷交差点 - 三井郡大刀洗町大字本郷）

### 道路施設

#### 橋梁
- 金丸橋（佐田川、朝倉市）
- 小隈橋（二又川、朝倉市）.
- 栄田橋（小石原川、三井郡大刀洗町）
- 南本郷橋（陣屋川、三井郡大刀洗町）
- 下牟田橋（大刀洗川、三井郡大刀洗町）

## 地理

### 通過する自治体
- 朝倉郡東峰村
- 朝倉市
- 三井郡大刀洗町
- 小郡市

### 交差する道路
| 交差する道路                                                                | 市町村名 | 市町村名 | 交差する場所 | 交差する場所             |
| --------------------------------------------------------------------------- | -------- | -------- | ------------ | ------------------------ |
| 国道500号 福岡県道79号朝倉小石原線 重複区間起点                             | 朝倉郡   | 東峰村   | 大字小石原   | 起点                     |
| 福岡県道590号安谷赤谷線                                                     | 朝倉市   | 朝倉市   | 佐田         |                          |
| 福岡県道79号朝倉小石原線 重複区間終点                                       | 朝倉市   | 朝倉市   | 佐田         |                          |
| 福岡県道588号甘木吉井線                                                     | 朝倉市   | 朝倉市   | 黒川         |                          |
| 福岡県道80号甘木朝倉田主丸線 重複区間起点                                   | 朝倉市   | 朝倉市   | 三奈木       |                          |
| 福岡県道80号甘木朝倉田主丸線 重複区間終点                                   | 朝倉市   | 朝倉市   | 三奈木       |                          |
| 国道386号 / バイパス                                                        | 朝倉市   | 朝倉市   | 段           | 下三奈木交差点           |
| 国道386号 福岡県道・大分県道112号福岡日田線 重複                            | 朝倉市   | 朝倉市   | 十文字       | 十文字交差点             |
| 福岡県道585号殖木入地甘木線                                                 | 朝倉市   | 朝倉市   | 中島田       |                          |
| 福岡県道33号甘木田主丸線                                                    | 朝倉市   | 朝倉市   | 小田         | 小田橋南交差点           |
| 福岡県道584号八重亀菅野来春線                                               | 朝倉市   | 朝倉市   | 小隈         | ライス・センター南交差点 |
| 福岡県道743号中尾大刀洗線                                                   | 三井郡   | 大刀洗町 | 大字本郷     | 南本郷交差点             |
| 国道322号 重複区間起点                                                      | 三井郡   | 大刀洗町 | 大字本郷     | 一丁田交差点             |
| 国道322号 重複区間終点 福岡県道・佐賀県道132号本郷基山停車場線 重複区間起点 | 三井郡   | 大刀洗町 | 大字本郷     | 西本郷交差点             |
| 福岡県道・佐賀県道132号本郷基山停車場線 重複区間終点                        | 三井郡   | 大刀洗町 | 大字本郷     |                          |
| 福岡県道583号上高橋野町線                                                   | 三井郡   | 大刀洗町 | 大字高樋     |                          |
| 福岡県道53号久留米筑紫野線                                                  | 三井郡   | 大刀洗町 | 大字鵜木     | 上野交差点               |
| 福岡県道737号吹上北野線                                                     | 小郡市   | 小郡市   | 下岩田       | 下岩田交差点 / 終点      |

### 交差する鉄道
- 西鉄甘木線

### 沿線
- 寺内ダム
- あまぎ水の文化村
- 朝倉市立三奈木小学校
- 三奈木郵便局